# Oreovica (Žabari)
Oreovica (em cirílico: Ореовица) é uma vila da Sérvia localizada no município de Žabari, pertencente ao distrito de Braničevo, na região de Braničevo. A sua população era de 701 habitantes segundo o censo de 2002.